# Sabotaggio d'amore
Sabotaggio d'amore è un romanzo di Amélie Nothomb del 1993.

## Trama
Dopo aver vissuto a lungo in Giappone, la protagonista (una bambina che è facile identificare con l'autrice stessa) e la sua famiglia, causa trasferimento del padre all'ambasciata di Pechino, vanno a vivere in Cina.
In realtà la vita della bambina si svolge quasi interamente all'interno del ghetto di San Li Tun, dove sono confinati i residenti stranieri.
La principale attività dei bambini all'interno del ghetto è farsi la guerra divisi in due bande: quella dei francesi e dei loro alleati (belgi, italiani, camerunesi e altre nazionalità) contro i tedeschi (ma solo quelli dell'est).
La protagonista partecipa alla guerra con tutte le sue energie e con tutta la sua anima, finché un giorno non arriva Elena, una bambina molto bella della quale la nostra protagonista si innamora. L'innamoramento, non corrisposto, modifica la sua vita: al centro del mondo ora non c'è più  lei stessa, ma Elena e la sua indifferenza.